# Бодрячком
«Бодрячком» — дебютный альбом рэпера Сявы, был выпущен 18 июня 2009 года на музыкальном лейбле «Монолит» .

## Список композиций
1. Интро
2. Если ты олень
3. Попочки и тити
4. Джекпот
5. Коры кокоры
6. Бык не быкуй
7. Бах Бах
8. Бодрячком
9. Форсаж
10. Антикризис
11. Рифмы белые
12. Нарик неудачник
13. Отдыхаем хорошо
14. Птицы белые
15. Я дрочу как я хочу

### Бонус-треки
1. Витя АК-47 и рэпер Сява — Не блатуй
2. Ноггано и рэпер Сява — Ну-ка на-ка
3. группа «Рубль» и рэпер Сява — Лохи

## Рецензии
Музыкальная критика отнеслась к альбому весьма отрицательно.
Конечно все, что вы услышите на альбоме – стёб (Сява даже сам напоминает об этом) не самый изысканный… Жаль только, что есть «пацанчики», воспринимающие все это очень даже серьёзно…

Если оценивать дебют Сявы с точки зрения творчества, то лучше не оценивать… Если с точки зрения «приколоться» и убрать пылиться на полке – то сойдет.
 — пишет HighjackMaster на сайте stereolab.ru.
Это не гангста- (он же быдло-) рэп, а закос, причем очень примитивный, сделанный левой ногой. Там, где Кач решает извечный вопрос отношений между питерскими и московскими, там, где Кровосток искусно и кинематографично стилизует, а Ноггано изящно семплирует, Сява просто матерится без повода.
 — пишет Борис Барабанов в газете Коммерсантъ 
Сява работает отличные концерты, он интересен как персонаж, но альбом „Бодрячком“ - это просто потеря времени.
 — пишет Андрей Никитин на сайте Rap.ru 